# 亞洲萬里通
亞洲萬里通（英語：Asia Miles）是國泰航空附屬的飛行獎勵計劃，橫跨多個行業。全球現時共有超過1200萬名會員及超過800個合作夥伴，包括航空公司、酒店、金融及保險、餐膳及宴會、零售、旅遊及消閒、汽車及運輸、電訊以及專業服務賺取里數。而會員可利用里數兌換機場貴賓室入場券、酒店住宿、租車服務及其他獎勵。
最初，里數之有效期為累算年起計，在第三年的1月31日到期，而由2020年1月起，只要在18個月內賺取或兌換里數一次，就會延長里數有效期18個月。與其他部分航空公司提供的付費飛行常客計畫（例如國泰航空的馬可孛羅會）不同，會籍申請費用全免，年滿兩歲或以上便可加入。亞洲萬里通與馬可孛羅會不同的是，前者是純飛行獎勵計劃，後者則是為飛行常客而設，會員乘搭國泰航空或聯盟航班可獲得優待，然而會員可同時參加及享用兩個飛行計畫。
雖然國泰航空是寰宇一家航空聯盟的成員，現在的合作實際上已經跨越不同航空聯盟，例如屬於星空聯盟的中國國際航空及紐西蘭航空，以及天合聯盟的中國東方航空（但已于2016年5月1日起停止參與計劃）等。
香港快運於2019年7月19日正式被國泰航空收購後，於同年7月22日宣佈加入國泰航空牽頭的亞洲萬里通獎勵計劃，原有的reward-U獎例計劃將於同年8月20日後停止發出積分，而現有reward-U積分可於同年12月31日前以8:1轉成亞洲萬里通積分，亞洲萬里通會員可於 HK Express 的網站以「里數及現金」的形式兌換香港快運機票。
阿曼航空（Oman Air）於2025年6月30日起正式加入成為 oneworld 寰宇一家成員，亞洲萬里通會員可以憑 Asia Miles 里數兌換阿曼航空及寰宇一家等其他航空夥伴機構的機票。

## 兌換表格之更動
亞洲萬里通可用作兌換寰宇一家成員與其他航空夥伴機構的獎勵機票，而上一次機票兌換標準的小幅動更改出現於2025年4月15日。

## 寰宇一家航空夥伴機構
亞洲萬里通的航空夥伴機構除了包括寰宇一家的成員外，合作對象還包括其附屬公司：
- 國泰航空（發起者）
- 美國航空（發起者）
- 阿拉斯加航空
- 摩洛哥皇家航空
- 芬蘭航空
- 英國航空（發起者）
- 斐濟航空
- 西班牙國家航空
- 日本航空
- 馬來西亞航空
- 澳洲航空
- 卡塔爾航空
- 皇家約旦航空
- 斯里蘭卡航空
- 阿曼航空

## 聯盟外航空夥伴機構
- 加拿大航空（星空聯盟）
- 中國國際航空（星空聯盟）
- 海灣航空
- 巴西南美航空（前寰宇一家成員）
- 智利南美航空（前寰宇一家成員）
- 漢莎航空（星空聯盟）
- 瑞士國際航空（星空聯盟）
- 紐西蘭航空（星空聯盟）
- 曼谷航空
- 奧地利航空（星空聯盟）
- S7航空（前寰宇一家成員）
- 香港快運 (國泰航空全資附屬公司）
- 深圳航空（星空聯盟）

## 盜竊積分事件
2015年3月11日，亞洲萬里通揭發有飛行里數大盜入侵客戶信用卡戶口，盜取飛行里數換取機票後，四名男女疑利用盜竊里數換得機票出發時，在赤鱲角機場被航空公司職員發現報警，當場被捕。

## 外部連結
- 亞洲萬里通 （页面存档备份，存于）
- 公司介紹：Asia Miles （页面存档备份，存于）